# اعترافات یک ذهن خطرناک
اعترافات یک ذهن خطرناک (انگلیسی: Confessions of a Dangerous Mind) فیلمی آمریکایی در ژانر زندگی‌نامه‌ای و جاسوسی محصول سال ۲۰۰۲ است که نخستین تجربهٔ کارگردانی جرج کلونی به‌شمار می‌رود و فیلمنامهٔ آن را چارلی کافمن نوشته‌است. در این فیلم، سم راکول در نقش چاک بریس، مجری و تهیه‌کنندهٔ برنامه‌های تلویزیونی ایفای نقش می‌کند. این فیلم اقتباسی است از "زندگی‌نامه بدون اجازه" بریس که در سال ۱۹۸۴ منتشر شد و در آن ادعاهایی اثبات‌نشده دربارهٔ همکاری‌اش با سیا مطرح می‌شود. فیلم همچنین حرفهٔ دومِ ادعایی او به‌عنوان یک قاتل بین‌المللی را به‌شیوه‌ای اغراق‌آمیز و سورئالیستی به تصویر می‌کشد. درو باریمور، کلونی، جولیا رابرتس و راتگر هاور از جمله بازیگران نقش‌های مکمل فیلم هستند.
این فیلم روند تولیدی طولانی‌مدتی داشت؛ شرکت کلمبیا پیکچرز در اواخر دههٔ ۱۹۸۰ تصمیم داشت فیلمی اقتباسی بر پایهٔ این زندگی‌نامه بسازد که قرار بود کارگردانی‌اش را جیم مک‌براید بر عهده داشته باشد، اما این پروژه عملی نشد. در سال ۱۹۹۷، تهیه‌کننده اندرو لازار حقوق ساخت فیلم را خرید و کافمن را برای نوشتن فیلمنامه استخدام کرد؛ این فیلمنامه توجه کارگردانان مشهوری چون دیوید فینچر، برایان دی پالما و برایان سینگر را جلب کرد، و بازیگرانی مانند مایک مایرز، بن استیلر و جانی دپ نیز برای ایفای نقش اعلام آمادگی کردند. هنگامی که کلونی به‌عنوان کارگردان انتخاب شد، بر بازی راکول (که در آن زمان هنوز شناخته‌شده نبود) پافشاری کرد و خودِ بریس را نیز به‌عنوان مشاور به پروژه آورد تا بر اصالت آن بیفزاید؛ این فرایند به بازنویسی‌هایی بدون نام‌بُردن رسمی انجامید که موجب نارضایتی کافمن شد، از جمله حذف زیرپیرنگ مربوط به اعتیاد به مواد مخدر. برای مدیریت بودجهٔ ۳۰ میلیون دلاری فیلم، کلونی از باریمور و رابرتس خواست تا دستمزد خود را کاهش دهند.
این فیلم در ۳۱ دسامبر ۲۰۰۲ در ایالات متحده اکران سینمایی شد، اما در گیشه عملکرد ضعیفی داشت. با این حال، نقدهای مثبتی از منتقدان دریافت کرد؛ به‌ویژه بازی راکول مورد ستایش قرار گرفت و او برندهٔ خرس نقره‌ای بهترین بازیگر مرد در جشنواره بین‌المللی فیلم برلین در سال ۲۰۰۳ شد.

## داستان
چاک بریس که از طرد شدن مداوم توسط زنانی که به آن‌ها دل بسته خسته شده، به منهتن می‌رود تا به‌عنوان کارآموز در ان‌بی‌سی مشغول شود و رؤیای مشهورشدن در تلویزیون را دنبال کند، اما به‌زودی اخراج می‌شود. سپس به فیلادلفیا بازمی‌گردد و در سال ۱۹۶۱ به‌عنوان دستیار شخصی دیک کلارک در برنامهٔ American Bandstand کار می‌کند. او ترانهٔ موفق "Palisades Park" را می‌نویسد و با زنی به‌نام پنی پاچینو وارد رابطه عاشقانه می‌شود. بریس اجازه می‌یابد که ایدهٔ برنامهٔ The Dating Game را به شبکهٔ ای‌بی‌سی ارائه دهد. او برای ساخت قسمت آزمایشی این برنامه ۷۵۰۰ دلار دریافت می‌کند، اما شبکه پروژه را کنار می‌گذارد و به‌جای آن هوتننی را انتخاب می‌کند.
شبی که بریس پس از درگیری از بار بیرون انداخته می‌شود، مأموری از سیا به‌نام جیم برد به او نزدیک می‌شود و او را به‌عنوان قاتل استخدام می‌کند. پس از بازگشت از مأموریتی در مکزیک، متوجه می‌شود که پنی هیپی شده‌است. در همین زمان، ای‌بی‌سی برنامهٔ The Dating Game را تأیید می‌کند و تا سال ۱۹۶۷ این برنامه به موفقیت چشم‌گیری دست می‌یابد.
برد به بریس پیشنهاد می‌دهد که جایزهٔ برندگان برنامه، یک قرار عاشقانه در خارج از کشور باشد و بریس هم به‌عنوان محافظ همراهشان برود تا پوششی برای انجام مأموریت‌های تروریستی‌اش باشد.
در یکی از این مأموریت‌ها در هلسینکی، فنلاند، همراهی با زوج برنده او را آزرده می‌کند، اما با آشنایی با مأمور زن پاتریشیا واتسون، شرایط تغییر می‌کند. پس از انجام مأموریت، آن دو شب آخر را با هم می‌گذرانند. بریس با موفقیت بیشتری در آمریکا مواجه می‌شود و برنامهٔ The Newlywed Game را روی آنتن می‌برد. او و پنی تصمیم به نقل مکان به لس‌آنجلس می‌گیرند، اما بریس تمایلی به ازدواج ندارد و این موضوع پنی را ناراحت می‌کند. در سال ۱۹۷۰، برد او را قانع می‌کند تا به برلین غربی برود و هانس کولبرت را ترور کند. بریس در آنجا با مأمور آلمانی-آمریکایی کیلر آشنا می‌شود و در قتل کولبرت به او کمک می‌کند. اما بریس توسط کا‌گ‌ب دستگیر می‌شود و پس از چند هفته، طی یک تبادل جاسوس میان شرق و غرب آزاد می‌گردد، جایی که درمی‌یابد مردی که در سفر هلسینکی همراهش بود، در واقع جاسوس روسی بوده‌است.
در سال ۱۹۷۶، بریس برنامهٔ The Gong Show را خلق می‌کند و به‌عنوان مجری آن مشهور می‌شود. یک روز همراه کیلر بیرون می‌روند و کیلر داستان ورودش به حرفهٔ ترور را برایش بازگو می‌کند. مدت کوتاهی بعد، کیلر به قتل می‌رسد و برد به بریس هشدار می‌دهد که نفوذی در سازمان وجود دارد. در پی افت بیننده، برنامه‌های بریس لغو می‌شوند و پنی پس از خیانت او، تهدید به ترک رابطه می‌کند. شبی، بریس برد را می‌بیند که روی تختهٔ شیرجهٔ استخر خانه‌اش نشسته است. برد فاش می‌کند که چرا بریس برای این حرفه انتخاب شده بود: او فرزند یک قاتل زنجیره‌ای است و مادرش او را در کودکی مانند دختران بزرگ کرده‌است، بنابراین «ویژگی‌های لازم» را داشته‌است. بریس او را تهدید می‌کند، و لحظاتی بعد، مشخص می‌شود که برد همان‌جا بر اثر مرگ نشسته و جان باخته است.
بریس پس از رویارویی با واقعیت تلخ زندگی‌اش، دچار فروپاشی روانی می‌شود. او پس از آن‌که در برنامهٔ The Gong Show در آستانهٔ فروپاشی عصبی قرار می‌گیرد، خود را در هتلی در نیویورک حبس می‌کند. پنی او را پیدا می‌کند و بی‌نتیجه تلاش می‌کند تا او را قانع کند که به کالیفرنیا بازگردند و ازدواج کنند.
سرانجام بریس اتاقش را ترک می‌کند تا در بوستون با پاتریشیا ملاقات کند. پس از نوشیدن قهوه، بریس نقش بر زمین می‌شود و ظاهراً مسموم شده‌است. پاتریشیا افشا می‌کند که همان نفوذی سازمان است. اما بریس در واقع او را فریب داده تا از فنجان مسموم بنوشد، و پاتریشیا جان می‌دهد، در حالی که بریس آسیبی ندیده است. پس از مرگ او، بریس به خانه بازمی‌گردد و نوشتن زندگی‌نامه‌اش، اعترافات یک ذهن خطرناک را آغاز می‌کند. او سرانجام تصمیم به ازدواج با پنی می‌گیرد. در پایان مراسم، او چهرهٔ برخی از کسانی را که کشته بود در میان جمع می‌بیند. بریس به پنی اعتراف می‌کند که زندگی دوگانه‌ای به‌عنوان قاتل سازمان داشته، اما پنی حرفش را شوخی می‌پندارد و می‌خندد، و بریس هم تصمیم می‌گیرد واقعیت را برایش فاش نکند.
در پایان فیلم، ایدهٔ یکی از آخرین برنامه‌های بریس مطرح می‌شود: بازی پیرمردها که در آن سه پیرمرد با هفت‌تیرهایی مجهز می‌شوند و باید دربارهٔ زندگی‌شان خاطره‌گویی کنند؛ هرکس که در پایان اسلحه را به سوی خود نگیرد، برندهٔ یک یخچال می‌شود.

## بازیگران
درو باریمور در نقش پنی پاچینو
جورج کلونی در نقش جیم برد
جولیا رابرتس در نقش پاتریشیا واتسون
راتگر هاور در نقش کیلر
مگی جیلنهال در نقش دبی
رابرت جان برک در نقش مربی جنکس
جنیفر هال در نقش جورجیا
کریستن ویلسون در نقش لورتا
جی. تاد اندرسون در نقش خواستگار خوش‌تیپ
کارلوس کاراسکو در نقش برازیونی
امیلیو ریورا در نقش بنیتز
دنیل زاکاپا در نقش رندا
کریستا آلن در نقش زن زیبا
مایکل انساین در نقش سیمون اولیور
جیمز اوربانیاک در نقش راد فلکسنر
جری واینتراب در نقش لری گلدبرگ
راشل لوفور در نقش توویا
ریچارد کایند در نقش مدیر انتخاب بازیگر
برد پیت در نقش خواستگار شماره ۱
مت دیمون در نقش خواستگار شماره ۲

افرادی همچون چاک بریس، دیک کلارک، جیم لنگ، مری لنگستون، جی. پی. مورگان و جین پاتن نیز در مصاحبه‌هایی که در روایت فیلم نقش دارند، حضور دارند.
- سام راکول
- درو بریمور
- جولیا رابرتس
- روتخر هاور
- جرج کلونی
- مگی جیلنهال
- رابرت جان برک
- کریستین ویلسون
- مایکل سرا
- دیک کلرک
- جری وینتراب
- مت دیمون